# Рыбник Майданский
Рыбник Майданский (укр. Рибник Майданьский) — река в Стрыйском и Дрогобычском районах Львовской области Украины. Правый приток реки Рыбник (бассейн Днестра).
Длина реки 19 км, площадь бассейна 82,8 км². Типично горная река. Долина узкая и глубокая, в основном покрыта лесами. Русло слабоизвилистое, каменистое, со множеством перекатов и стремнин.
Берёт начало на северо-восточных склонах хребта Высокий Верх северо-восточнее села Росохач. Течет между горами Сколевских Бескидов преимущественно на север. Впадает в Рыбник в пределах села Майдан.
Большая часть реки течёт в пределах национального природного парка «Сколевские Бескиды».